# Il corsaro (Byron)
Il corsaro (The Corsair) è una delle novelle, semi-autobiografica, in versi scritta da Lord Byron e pubblicata nel 1814. L'opera è suddivisa in tre canti e il metro utilizzato è il distico decasillabico a rima baciata, «il buono, vecchio e attualmente trascurato distico eroico», come scrisse Byron nella dedica dell'opera al poeta irlandese Thomas Moore.
L'opera raggiunse un alto picco di popolarità al punto da andare a ruba già il primo giorno di vendita.

## Trama

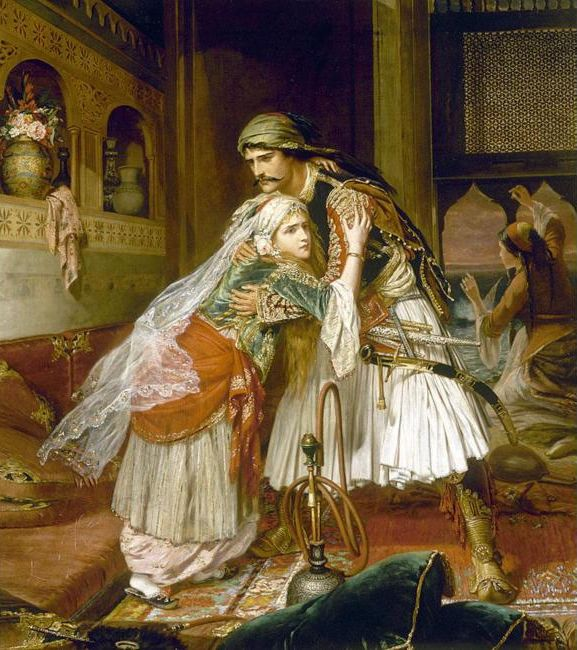
Illustrazione di Conrad e Medora, protagonisti de Il corsaro

Narra la storia del corsaro Conrad, noto e temuto per le sue scorribande violente, che risiede nel suo covo in una isoletta dell'Egeo. Byron lo presenta come un uomo parco di parole, caratterizzato da un alone di mistero che mette paura a chi lo guarda.
La principale vicenda della novella riguarda lo scontro con il Pascià turco Seyd, che volge a favore di quest'ultimo e quindi Conrad viene ferito, arrestato e condannato a morte. Ma grazie all'aiuto di Gulnare, favorita dell'harem di Seyd, Conrad riesce ad evadere ed a liberarsi del suo rivale.
Disilludendo i sentimenti di Gulnare, Conrad rientra nella sua isola, ma lì scopre che la sua beneamata compagna, Medora, è morta di crepacuore alla notizia della sconfitta di Conrad.
Da questo momento Conrad abbandona l'isola e scompare per sempre.

## Edizioni
- (EN) George Gordon Byron, Corsair, London, printed by T. Davison, Whitefriars, for John Murray, Albemarle-Street, 1814. URL consultato il 3 aprile 2015.

## Il corsaroin musica
Tra le molte riduzioni musicali si annoverarono l'opera di Giuseppe Verdi, in quattro atti su libretto di Francesco Maria Piave; l'ouverture Le Corsaire di Hector Berlioz e il balletto Le Corsaire musicato da Adolphe-Charles Adam.